# La tempesta (pel·lícula de 2017)
La tempesta (originalment en anglès, Locked In) és una pel·lícula de thriller estatunidenca del 2017 dirigida per Damián Romay. Es va estrenar el 19 d'agost de 2017 al canal estatunidenc Lifetime. S'ha doblat al català.

## Sinopsi
Un pare de família mor assassinat per un home que entra a casa seva buscant alguna cosa. Al cap de dos anys, la vídua ha desenvolupat un trastorn agorafòbic que fa que no surti mai de casa i la filla adolescent s'encarrega de portar la granja i de cuidar la seva mare. Durant una gran borrasca de pluja i vent, un desconegut es presenta a la porta de casa seva i els demana que el deixin entrar per arrecerar-se de la tempesta perquè s'ha quedat sense gasolina i no pot anar enlloc. La filla, que acaba de descobrir que el seu pare amagava una cosa molt valuosa a l'estable, no el vol deixar entrar, però finalment la mare se n'acaba compadint.